# Atemptat de Saint-Quentin-Fallavier
L'atemptat de Saint-Quentin-Fallavier va ser un atac terrorista que va tenir lloc el 26 de juny de 2015, a una planta de gas industrial a Saint-Quentin-Fallavier (Isèra) a la regió de Roine-Alps .

## Desenvolupament
El 26 de juny de 2015, un atac va ocórrer a una planta de gas industrial de l'empresa Air Products, amb classificació Seveso 'baix nivell', a una zona industrial de Saint-Quentin-Fallavier. Un cotxe va entrar a la fàbrica amb el procediment de vehicle-ariet, i un cop a dins, va fer explotar diversos cilindres de gas.
Segons Libération i France Info, un cos va ser decapitat, i el seu cap va ser exposat a les reixes d'entrada de la fàbrica.

## Recerca
D'acord amb el ministre de l'Interior, Bernard Cazeneuve, es va identificar el sospitós com: Yacine Salhi, un conductor-repartidor, de 35 anys, que vivia a Saint-Priest, a prop de Lió.
El sospitós no tenia antecedents penals, però va passar a ser vigilat pels serveis d'intel·ligència francesos entre 2006 i 2008, ja que semblava estar relacionat, principalment, amb el moviment islàmic salafista.